# Šport u 1905.
◄◄ | ◄ | 1902. | 1903. | 1904. | 1905.  | 1906. | 1907. | 1908. | ► | ►►
Arhitektura • Astronomija • Biologija • Film • Fotografija • Glazba • Kazalište • Kemija • Kiparstvo • Knjige • Književnost • Kršćanstvo • Meteorologija • Medicina • Planinarstvo • Politika • Pravo • Promet • Slikarstvo • Strip • Šport • Televizija • Znanost • Zrakoplovstvo • Željeznički promet
Šport u 1905.

## Svijet

### Osnivanja
- Boca Juniors, argentinski nogometni klub
- Club Atlético Independiente, argentinski nogometni klub
- Chelsea F.C., engleski nogometni klub
- Crystal Palace F.C., engleski nogometni klub
- AJ Auxerre, francuski nogometni klub
- 1. FSV Mainz 05, njemački nogometni klub
- Arminia Bielefeld, njemački nogometni klub
- Real Sporting de Gijón, španjolski nogometni klub
- Sevilla F.C., španjolski nogometni klub

## Hrvatska i u Hrvata

### Osnivanja
- HŠK Zrinjski Mostar, bosanskohercegovački nogometni klub

### Rođenja
- 11. rujna – Franjo-Luka Predanić, hrvatski atletičar († 1996.)

## Vanjske poveznice
|  | Zajednički poslužitelj ima još gradiva o temi Šport u 1905. |